# Hotan
Hotan (kinesisk: 和田; pinyin: Hétián; uighurisk: خوتەن; uighur-latin: Xoten) (tidligere Hétián 和闐, i antikken Yútián 于闐) er et præfektur i Xinjiang i Folkerepublikken Kina med et areal på 248.946 km², og en befolkning på 1.890.000 mennesker, med en tæthed på 8 indb./km². Byen var fra det første til tiende århundrede e.Kr. hovedstad for Kongeriget Hotan. Handelsvejen fra Kina til Europa (Silkevejen) gik gennem Hotan.
Det skal have været to munke fra kongeriget Hotan som smuglede æg fra silkeorm ud af Kina i et hult bambusrør og gav dem til kejser Justinian 1. i Konstantinopel i år 552. 

## Administrative enheder
Præfekturet Hotan har jurisdiktion over et byamt (市 shì) og 7 amter (县 xiàn). Et stort område mod syd er under kinesisk kontrol, men regnes af Indien som en del af Kashmir og gør følgelig krav på det.
| Kart            | Kart    | Kart   | Kart         | Kart                | Kart                       | Kart                   | Kart        | Kart      |
| --------------- | ------- | ------ | ------------ | ------------------- | -------------------------- | ---------------------- | ----------- | --------- |
| Kort over Hotan |         |        |              |                     |                            |                        |             |           |
| #               | Navn    | Hanzi  | Pinyin       | Uighur (kona yezik̡) | Uighur-latin (yengi yezik̡) | Befolkning (2003 est.) | Areal (km²) | Indb./km² |
| Byamt           |         |        |              |                     |                            |                        |             |           |
| 1               | Hotan   | 和田市 | Hétián Shì   | خوتەن شەھىرى        | Hoten Shehiri              | 270.000                | 466         | 579       |
| Amter           |         |        |              |                     |                            |                        |             |           |
| 2               | Hotan   | 和田县 | Hétián Xiàn  | خوتەن ناھىيىسى      | Hoten Nahiyisi             | 280.000                | 41.403      | 7         |
| 3               | Moyu    | 墨玉县 | Mòyù Xiàn    | قاراقاش ناھىيىسى    | Qaraqash Nahiyisi          | 440.000                | 25.789      | 17        |
| 4               | Pishan  | 皮山县 | Píshān Xiàn  | گۇما ناھىيىسى       | Guma Nahiyisi              | 230.000                | 39.742      | 6         |
| 5               | Lop     | 洛浦县 | Luòpǔ Xiàn   | لوپ ناھىيىسى        | Lop Nahiyisi               | 240.000                | 14.314      | 17        |
| 6               | Chira   | 策勒县 | Cèlè Xiàn    | چىرا ناھىيىسى       | Chira Nahiyisi             | 140.000                | 31.688      | 4         |
| 7               | Yutian  | 于田县 | Yútián Xiàn  | كېرىيە ناھىيىسى     | Kériye Nahiyisi            | 220.000                | 39. 095     | 6         |
| 8               | Minfeng | 民丰县 | Mínfēng Xiàn | نىيە ناھىيىسى       | Niye Nahiyisi              | 30.000                 | 56.760      | 1         |

37°07′N 79°55′Ø / 37.117°N 79.917°Ø